# Прогресс М1-9
Прогресс М1-9 — транспортный грузовой космический корабль (ТГК) серии «Прогресс», запущен к Международной космической станции. 9-й российский корабль снабжения МКС. Серийный номер 258.

## Цель полёта
Доставка на МКС более 2300 килограммов различных грузов, в числе которых продукты питания, подарки, посылки, топливо в баках системы дозаправки, воду, медицинское оборудование, белье, средства личной гигиены, а также оборудование для научных экспериментов, проводимых на орбитальной станции.
Доставка оборудования по программе работы астронавта ЕКА гражданина Бельгии Франка Де Винне.
Доставка бланков (переписных листов) всероссийской переписи населения 2002 года для Валерия Корзуна и Сергея Трещёва, которые российские космонавты заполнят на орбите, а затем их отправят на Землю.

## Хроника полёта
- 25.09.2002, в 20:58:24 (MSK), (16:58:24 UTC) — запуск с космодрома Байконур;
- 29.09.2002, в 21:00:54 (MSK), (17:00:54 UTC) — осуществлена стыковка с МКС к стыковочному узлу на агрегатном отсеке служебного модуля «Звезда». Процесс сближения и стыковки проводился в автоматическом режиме;
- 01.02.2003, в 19:00:54 (MSK), (16:00:54 UTC) — ТГК отстыковался от орбитальной станции и отправился в автономный полёт.

## Перечень грузов
Суммарная масса всех доставляемых грузов: 2338 кг
| Название                                                                         | Масса (кг) |
| -------------------------------------------------------------------------------- | ---------- |
| Топливо в баках системы дозаправки                                               | 854        |
| Кислород                                                                         | 40         |
| Оборудование для дооснащения и обслуживания бортовых систем                      | 132        |
| Научная аппаратура (в том числе по программе Бельгии)                            | 127        |
| Оборудование для ФГБ                                                             | 84         |
| Оборудование для системы обеспечения газового состава                            | 185        |
| Оборудование для системы водообеспечения                                         | 24         |
| Средства санитарно-гигиенического обеспечения                                    | 194        |
| Продукты питания                                                                 | 445        |
| Медицинское оборудование, бельё, средства личной гигиены и индивидуальной защиты | 227        |
| Бортдокументация, посылки для экипажа                                            | 26         |